# Daria Kinzer
Daria Kinzer (Aschaffenburg, Njemačka, 29. svibnja 1988.) hrvatska je pjevačica koja je predstavljala Hrvatsku na Pjesmi Eurovizije 2011. u Düsseldorfu. Pobijedila je na hrvatskom prednatjecanju Dori 2011. s pjesmom Borisa Đurđevića Lahor. Na Euroviziji je nastupila u prvoj polufinalnoj večeri s engleskom verzijom pjesme pod nazivom "Celebrate" (engl. "Proslavite") i zauzela 15. mjesto u prvom polufinalu.

## Životopis
Odgojena je u miješanom braku oca Nijemca i majke Hrvatice, ali oduvijek se smatrala Hrvaticom. Odrasla je u Beču, gdje je i završila studij menadžmenta, a pri kraju je i sa studijom teatrologije i filmologije.
Zbog Dore 2011. seli se u Zagreb, gdje odlučuje ostati i nakon pobjede na natjecanju.
Predstavivši Hrvatsku na Eurosongu u Düsseldorfu 10. svibnja u prvoj polufinalnoj večeri, Daria s pjesmom Borisa Đurđevića "Celebrate" nije se uspjela kvalificirati u veliko finale.
Pjevala je u emisiji Svirci moji, a i za hrvatsku publiku u Bečkoj koncertnoj dvorani na Hrvatskoj tamburaškoj rapsodiji. Daria je u Austriji objavila pop album 2 Nice. Nastupala je u Gradskoj vijećnici u Beču, u Bečkoj monetarnoj burzi, u dvorcu Schönbrunn i drugdje. Ima iskustva i u glumi; u različitim produkcijama imala je glavnu ulogu u mjuziklima Chicago, Mačke, Kosa, Mala trgovina užasa, Ljepotica i zvijer...

## Vanjske poveznice
- Službene stranice Darije Kinzer  Arhivirana inačica izvorne stranice od 4. lipnja 2019. (Wayback Machine) (hrv.) (njem.) (engl.)